# Ergina
A ergina, também conhecida como amida de ácido D-lisérgico (LSA) e LA-111, é um alcaloide da família das ergolinas, presente em algumas espécies do reino vegetal, como a Ipomoea violacea, a Ipomoea tricolor, a Argyreia nervosa e no fungo Claviceps purpurea. Trata-se de uma substância conhecida comumente por seus efeitos de tipo alucinógeno, semelhantes aos efeitos do LSD, mas mais sedativos.

## Efeitos
Positivo
- Aumento de humor
- Sentimentos de insight
- Reflexão psicológica terapêutica (pensamentos e discussões introspectivas)
- Maior interesse em áreas de pensamento que normalmente são ignoradas
- Aumento de risadas
- Aprimoramento sensorial (paladar, olfato, etc.)
- Imagens de olhos fechados e olhos abertos, incluindo trilhas, mudanças de cor, brilho, etc.

Neutro
- Dilatação da pupila
- Sedação do corpo e da mente
- Mudança na percepção do tempo
- Pensamento em loop, padronizado e fora de controle
- Ligeiro aumento da frequência cardíaca
- Efeitos duradouros "pós-brilho"

Negativo
- Aumento da ansiedade / paranóia
- Náusea / vômito
- Aperto muscular, principalmente nas pernas, costas e mandíbula
- Cólica abdominal
- Confusão
- Transtorno da Percepção Persistente por Alucinogênio (HPPD)
- Insônia
- ressaca no dia seguinte, caracterizada por um sentimento de lentidão mental e emoções entorpecidas.